# Modolești (Întregalde)

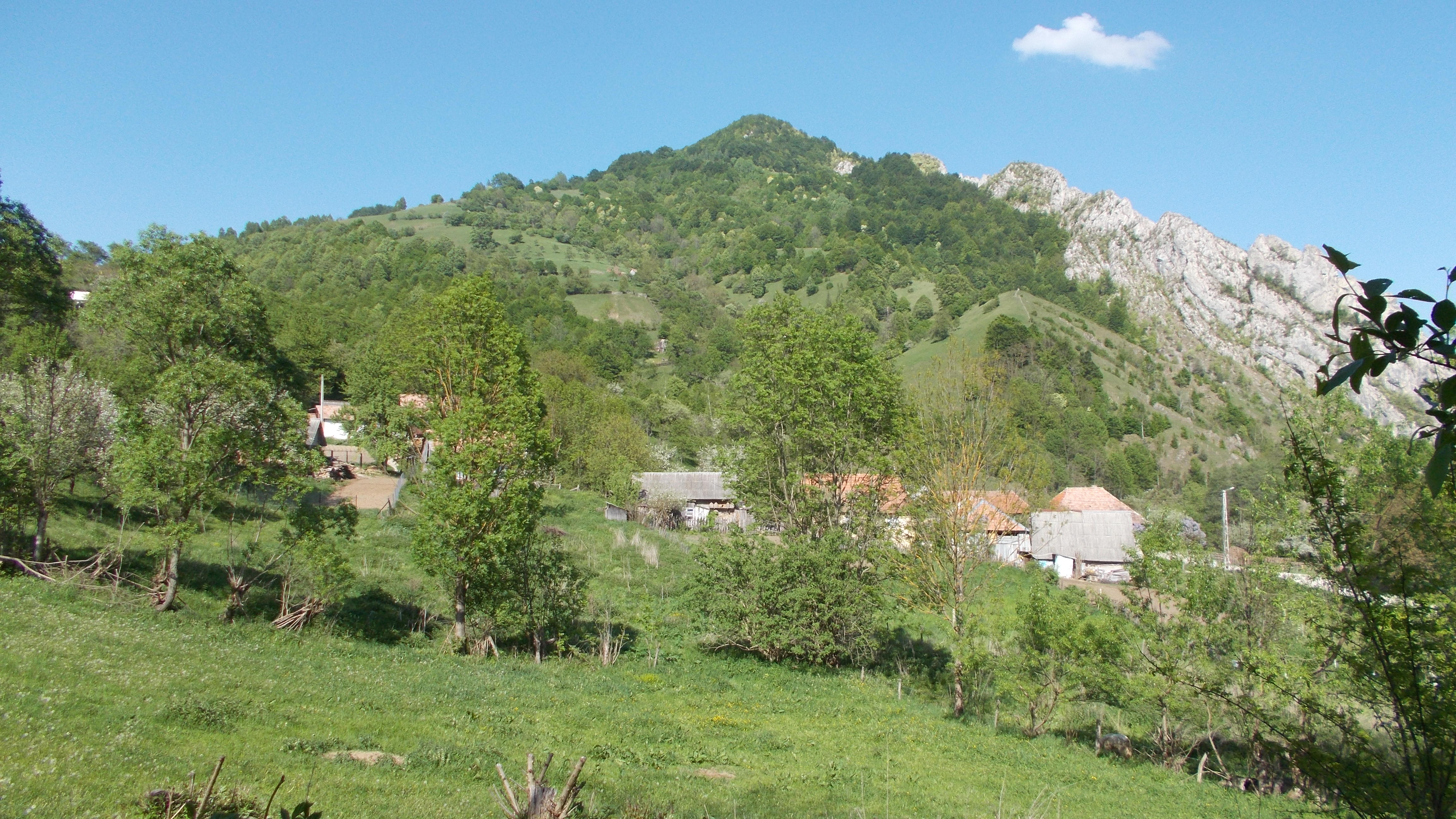
Modolești (2018)

Modolești ist ein rumänisches Dorf im Kreis Alba in Siebenbürgen. Es ist Teil der Gemeinde Întregalde.

## Lage
Modolești liegt im Trascău-Gebirge im Westen Siebenbürgens. An der Kreisstraße (drum județean) DJ 107K befindet sich das Dorf ca. zwei Kilometer nördlich vom Gemeindezentrum; die Kreishauptstadt Alba Iulia (Karlsburg) ist etwa 40 Kilometer (ca. 24 km Luftlinie) südöstlich entfernt.

## Bevölkerung
Die 129 Einwohner des Ortes (Stand 2002) bezeichnen sich durchweg als Rumänen. Die Einwohnerzahl hat seit der erstmaligen Erfassung im Jahr 1956 (damals 328) deutlich abgenommen.

## Verkehr
Modolești ist über eine nicht asphaltierte Fahrstraße erreichbar, die von der Europastraße E 81 durch das Tal des Galda-Baches ins Trascău-Gebirge führt. Hier verkehren mehrfach täglich Busse in die Kreishauptstadt Alba Iulia.

## Sehenswürdigkeiten
Der Ort selbst weist keine Besonderheiten auf, er befindet sich jedoch in landschaftlich attraktiver Umgebung. Wenige hundert Meter östlich des Ortes durchbricht der Galda-Bach einen Höhenrücken des Trascău-Gebirges und bildet so die Talschlucht Cheile Întregalde.